# Karel Herites
Karel Herites (1886 - ?) byl československý fotbalový rozhodčí.

## Kariéra
V československé lize působil až na sklonku své aktivní činnosti v letech 1925-1927. Řídil celkem 12 ligových utkání. Jako mezinárodní rozhodčí řídil v letech 1923-1926 pět mezistátních utkání. V letech 1919-1927 byl předsedou Sboru českých rozhodčích fotbalových. Inicioval založení odborného časopisu Fotbalový soudce.

## Zajímavost
V roce 1911 řídil Karel Herites v Praze první hokejový zápas Kanada-Čechy.